# 沙托勒东
沙托勒东（法語：Châteauredon，法語發音：[ʃatoʁədɔ̃]）是法国上普罗旺斯阿尔卑斯省的一个市镇，属于迪涅莱班区。

## 地理
沙托勒东（44°0'52"N, 6°12'53"E）面积10.53 平方千米，位于法国普罗旺斯-阿尔卑斯-蓝色海岸大区上普罗旺斯阿尔卑斯省，该省份为法国东南部内陆省份，北起上阿尔卑斯省，西接沃克吕兹省，西北接德龙省，南至瓦尔省，东临滨海阿尔卑斯省，东北部与意大利接壤。
与沙托勒东接壤的市镇（或旧市镇、城区）包括：贝讷、勒沙福-圣瑞尔松、迪涅莱班、昂特拉日、梅泽勒。

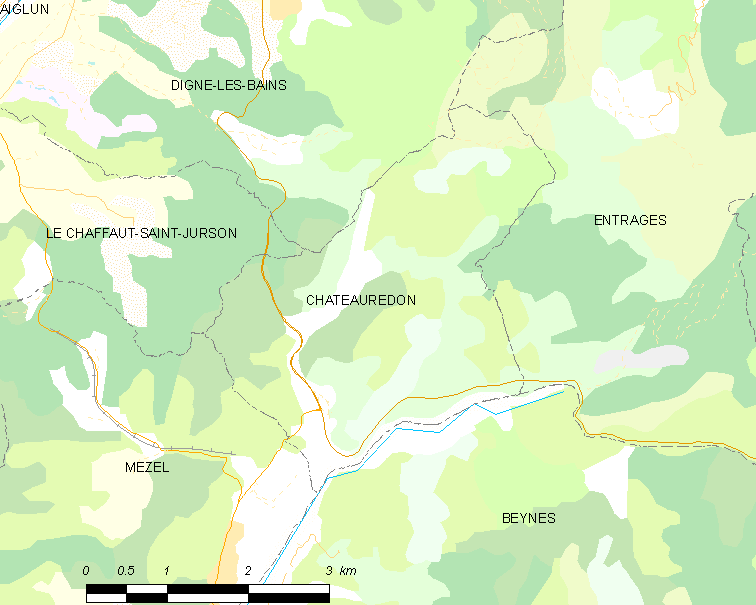
沙托勒东的OSM定位图

沙托勒东的时区为UTC+01:00、UTC+02:00（夏令时）。

## 行政
沙托勒东的邮政编码为04270，INSEE市镇编码为04054。

## 政治
沙托勒东所属的省级选区为里耶兹县。

## 人口

1962-2008年间沙托勒东人口变化图示

沙托勒东于2022年1月1日时的人口数量为74人。